# IRF3
Pour les articles homonymes, voir IRF.
La protéine IRF3, de l'anglais Interferon Regulatory Factor 3, un facteur de régulation d'interféron codé par le gène IRF3 situé, chez l'homme, sur le chromosome 19.
Initialement caractérisée comme homologue des protéines IRF1 (en) et IRF2 (en), la protéine IRF3 a révélé plusieurs domaines fonctionnels, dont une séquence d'exportation nucléaire, un domaine de liaison à l'ADN, un domaine d'association IRF C-terminal et plusieurs sites de régulation par phosphorylation. Elle est présente dans le cytoplasme sous une forme inactive qui, par phosphorylation sur des résidus sérine/thréonine, forme un complexe avec la protéine CREBBP (en). Ce complexe migre ensuite dans le noyau et active la transcription des interférons α et β, ainsi que d'autres gènes induits par les interférons.
La protéine IRF3 joue un rôle important dans la réponse du système immunitaire inné face aux infections virales. L'aggrégation de protéines mitochondriales de signalisation antivirale (en) (MAVS) active la dimérisation de la protéine IRF3. La phosphorylation des protéines MAVS, STING et TRIF (en) au niveau d'un motif pLxIS conservé induit l'activation par phosphorylation de la protéine IRF3 par une kinase TBK1, ce qui déclenche la production d'interférons de type I.